# San Andrés Sajcabajá
San Andrés Sajcabajá – miasto w środkowo-zachodniej Gwatemali, w departamencie El Quiché, leżące w odległości 36 km na północny wschód od stolicy departamentu Santa Cruz del Quiché, w górach Sierra Madre de Chiapas. Według danych szacunkowych w 2012 roku liczba ludności miasta wyniosła 2506 mieszkańców.
Jest siedzibą władz gminy o tej samej nazwie, która w 2012 roku liczyła 25 665 mieszkańców. Gmina jest mała, a jej powierzchnia obejmuje 230 km².